# Perizoma impromissata
Perizoma impromissata là một loài bướm đêm trong họ Geometridae.